# Christian Martínez Muñoz
Christian Jorge Martínez Muñoz (Santiago, Chile, 18 de junio de 1983) es un futbolista chileno que juega como mediocampista en el UNSW FC de la NSW League Two de Australia. 
Es el hermano mayor de Sebastián Martínez.

## Trayectoria
Comenzó a jugar desde muy pequeño en las divisiones del club universitario y debuta el año 2003 en el primer equipo. Se destaca por tener una buena recuperación de balón y por un buen juego aéreo, pese a su baja estatura.
Es un jugador muy dúctil ya que puede jugar de defensor central o volante de contención, desempeñándose bien en ambos puestos. También ha jugado por selecciones menores de fútbol de Chile y debutó por la adulta contra Cuba en el año 2007.
En 2008 fue titular todo el año en Universidad de Chile y pese a su buena campaña no renovó en los azules y fichó en 2009 por Audax Italiano por cinco años. En junio de 2012 firmó por Deportes La Serena hasta el fin de esa temporada. Al descender el club a la Primera B (Chile) de Chile, volvió al club dueño de su pase, Audax Italiano, para el año 2013. En julio de 2013 se conoce su fichaje por el club Barnechea, de la Primera B (Chile), jugó allí basta 2015. En 2016 se fue a Deportes Melipilla, en donde jugó hasta fines de 2018.
En 2021, emigró hacia Australia firmando con el UNSW FC de la NSW League Two. 

## Clubes
| Club                 | País      | Año       |
| -------------------- | --------- | --------- |
| Universidad de Chile | Chile     | 2003-2008 |
| Audax Italiano       | Chile     | 2009-2012 |
| Deportes La Serena   | Chile     | 2012      |
| Audax Italiano       | Chile     | 2013      |
| Barnechea            | Chile     | 2013-2015 |
| Deportes Melipilla   | Chile     | 2016-2018 |
| UNSW FC              | Australia | 2021-Act. |

## Selección nacional
Participó por la Selección de fútbol de Chile en 3 partidos amistosos, entre 2007 y 2011.

### Partidos internacionales
| Partidos internacionales | Partidos internacionales | Partidos internacionales                    | Partidos internacionales | Partidos internacionales | Partidos internacionales | Partidos internacionales | Partidos internacionales | Partidos internacionales | Partidos internacionales |
| N.º                      | Fecha                    | Estadio                                     | Local                    | Resultado                | Visitante                | Goles                    | DT                       | Competición              |                          |
| ------------------------ | ------------------------ | ------------------------------------------- | ------------------------ | ------------------------ | ------------------------ | ------------------------ | ------------------------ | ------------------------ | ------------------------ |
| 1                        | 9 de mayo de 2007        | Estadio Rubén Marcos Peralta, Osorno, Chile | Chile                    | 3-0                      | Cuba                     |                          | Nelson Acosta            | Amistoso                 |                          |
| 2                        | 23 de mayo de 2007       | Estadio Sylvio Cator, Kingston, Haití       | Haití                    | 0-0                      | Chile                    |                          | Nelson Acosta            | Amistoso                 |                          |
| 3                        | 21 de diciembre de 2011  | Estadio La Portada, La Serena, Chile        | Chile                    | 3-2                      | Paraguay                 |                          | Claudio Borghi           | Amistoso                 |                          |
| Total                    | Total                    | Total                                       | Presencias               | 3                        | Goles                    | 0                        |                          |                          |                          |

| Selección chilena | Selección chilena | Selección chilena |
| Año               | Partidos          | Goles             |
| ----------------- | ----------------- | ----------------- |
| 2007              | 2                 | 0                 |
| 2011              | 1                 | 0                 |
| Total             | 3                 | 0                 |

## Palmarés

### Campeonatos nacionales
| Título           | Club                 | País  | Año    |
| ---------------- | -------------------- | ----- | ------ |
| Primera División | Universidad de Chile | Chile | 2004-A |